# André Makarakiza
André Makarakiza (Rudehe, 30 giugno 1919 – Gitega, 17 aprile 2004) è stato un arcivescovo cattolico burundese.
Nella storia del Burundi è stato il primo burundese ad essere consacrato arcivescovo.

## Biografia
Nato il 30 giugno 1919 a Rudehe, viene ordinato sacerdote il 6 agosto 1951 nella congregazione dei padri Missionari d'Africa e gli viene affidata la parrocchia di Mugera.
Il 21 agosto 1961 è nominato vescovo di Ngozi.
Ha partecipato quale padre conciliare alle quattro sessioni del Concilio Vaticano II.
Il 5 settembre 1968 è promosso arcivescovo di Gitega.
Muore a Gitega il 17 aprile 2004.

## Genealogia episcopale e successione apostolica
La genealogia episcopale è:
- Cardinale Scipione Rebiba
- Cardinale Giulio Antonio Santori
- Cardinale Girolamo Bernerio, O.P.
- Arcivescovo Galeazzo Sanvitale
- Cardinale Ludovico Ludovisi
- Cardinale Luigi Caetani
- Cardinale Ulderico Carpegna
- Cardinale Paluzzo Paluzzi Altieri degli Albertoni
- Papa Benedetto XIII
- Papa Benedetto XIV
- Papa Clemente XIII
- Cardinale Marcantonio Colonna
- Cardinale Giacinto Sigismondo Gerdil, B.
- Cardinale Giulio Maria della Somaglia
- Cardinale Carlo Odescalchi, S.I.
- Vescovo Eugène-Charles-Joseph de Mazenod, O.M.I.
- Cardinale Joseph Hippolyte Guibert, O.M.I.
- Cardinale François-Marie-Benjamin Richard de la Vergne
- Cardinale Pietro Gasparri
- Cardinale Clemente Micara
- Cardinale Jozef-Ernest Van Roey
- Vescovo André Marie Charue
- Vescovo Joseph Martin, M.Afr.
- Arcivescovo André Makarakiza, M.Afr.

La successione apostolica è:
- Vescovo Stanislas Kaburungu (1969)
- Arcivescovo Joachim Ruhuna (1973)
- Vescovo Bernard Bududira (1973)

## Opere
- (FR) A. Makarakiza, La dialectique des Barundi, Académie royale des sciences coloniales, 1959, Bruxelles.